# 216型潜水艦
216型潜水艦 (U-Boote der Klasse 216) はドイツのホヴァルツヴェルケ＝ドイツ造船（HDW）により提案されている輸出用の通常動力型潜水艦。212型/214型潜水艦をベースに大型化したモデルでSEA 1000としても知られるオーストラリアのコリンズ級潜水艦更新計画に提案されていた。2つのデッキと外殻を持ち、燃料電池、Permasynモーター、リチウムイオン電池を含むとみられている。

## 発注
216型はコリンズ級潜水艦更新計画において、ティッセン・クルップ社が212型に搭載されているAIPシステムそのものをオーストラリアに技術供与することも表明し、建造後に生じたコスト増加分は全て会社側が負担するという費用固定での費用見積りを提示している点が評価されて、日本のそうりゅう型、フランスのバラクーダ型を抑えて最有力候補になっているとされていたが、2016年4月26日バラクーダ型が選定され敗れた。
そのほかのインドやカナダなどへも提案されるとみられている。